# 哈尔·尼达姆
哈尔·布瑞特·尼达姆（英語：Hal Brett Needham，1931年3月6日—2013年10月25日），又譯哈尔·尼德汉姆，美国男武打动作演员、武打动作演员替身、导演、编剧、制片。出生於田纳西州孟菲斯。尼达姆以時常與畢·雷諾斯合作而聞名，通常涉及飛車題材電影。在後來的幾年中，他退出了特技工作，將精力集中在世界陸上速度記錄項目上。

## 生平
生於田納西州孟菲斯，少年時曾先後居於密蘇里州和阿肯色州。韓戰時代加入美軍參與過戰爭。
哈尔·尼达姆於1957年開始於電視連續劇中出任特技人，之後亦陸續於多部電影中負責特技，包括《西部開拓史》、《雷瑪根大橋》、《鄧迪少校》、《驛馬車》等等。1971年成立自己的特技公司。
自1970年代哈尔·尼达姆已開始草擬電影《追追追》之劇本，並於畢·雷諾斯支持下拍攝。在《追》片哈尔·尼达姆更首次出任導演，並以僅430萬美元成本，獲得高達3億美元票房。1981年，獲香港嘉禾電影邀請，執導《砲彈飛車》。此後多以導演、編劇和特技人身分工作。1987年，於第59屆奧斯卡金像獎中獲得科學與工程獎。
2013年因癌症去世，享年82歲。
尼达姆與雷諾斯的關係啟發了昆汀·塔倫提諾在《從前，有個好萊塢》（2019年）中克里夫·布茲及瑞克·達爾頓的友誼。

## 获奖
- 1987年：第59届奥斯卡金像奖科学与工程奖
- 2013年：第85届奥斯卡金像奖终身成就奖

## 电影作品

### 導演
- 《牢獄風雲（英语：The Longest Yard (1974 film)）》（1974年；第二攝製組導演，拍攝飛車戲）
- 《追追追》（1977）
- 《王牌替身（英语：Hooper (film)）》（1978）
- 《瘋狂大鏢客（英语：The Villain (1979 film)）》（1979）
- 《公路謀殺案（英语：Death Car on the Freeway）》（1979）
- 《無限特技（英语：Stunts Unlimited (film)）》（1980）
- 《上天下地大追擊（英语：Smokey and the Bandit II）》（1980）
- 《炮彈飛車》（1981）
- 《未来先锋（英语：Megaforce）》（1982）
- 《熱血飛車（英语：Stroker Ace）》（1983）
- 《砲彈飛車2》（1984）
- 《單車小子（英语：Rad (film)）》（1986）
- 《猛撞之軀（英语：Body Slam (film)）》（1987）
- 《追追追（英语：Bandit (film series)）》系列電視電影
  - 《Bandit: Bandit Goes Country》（1994）
  - 《Bandit: Bandit Bandit》（1994）
  - 《Bandit: Beauty and the Bandit》（1994）
  - 《Bandit's Silver Angel》（1994）
- 《艱難時光（英语：Hard Time (film)）》（1999）

## 深度了解
- Needham, Hal. . New York: Little, Brown and Company. 2011. ISBN 0-316-07899-9. OCLC 548642135.